# Amazoness Quartet
Az Amazoness Quartet (アマゾネス カルテット) a Sailor Moon című anime- és mangasorozat szereplői. Megalkotójuk Takeucsi Naoko. A manga negyedik, Dream történetszálának negatív szereplői, emellett az 1992-es Sailor Moon anime negyedik évadának második felében szerepelnek negatív szereplőként, valamint a 2021-es Sailor Moon Eternal című filmben is, mely a manga alapján készült.
A csapatot négy lány alkotja: CereCere, PallaPalla, JunJun, és VesVes. Valamennyi megjelenési formájukban közös, hogy a Dead Moon Circus nevű szervezetnek dolgoznak, azok céljait segítik elő. Amazóniából származnak, kitűnő artisták, mely képességüket kitűnően kamatoztatják.
A mangában és a Sailor Moon Eternal című filmben, bár a gonoszok oldalán harcolnak, kiderül, hogy ezt akaratuk ellenére teszik: ők maguk is holdharcosok, akik idő előtt ébredtek fel, ugyanis ők lesznek a jövőben Sailor Chibi Moon jövendőbeli segítői. A Dead Moon Circus vezetője, Nehellénia keltette fel őket, s valamennyiüknek egy különleges varázsgömböt adott, amely meg is átkozta mindannyiukat. Sailor Moon azonban, a végső győzelmet követően, a négy harcost is megtisztítja az átoktól, és újra álomba meríti őket, hogy akkor ébredjenek, ha eljön az ideje. A manga ötödik, Stars történetében is szerepelnek, mint Sailor Chibi Moon jövőbeli harcoscsapata, akikkel elindul Sailor Moon megmentésére.
Az 1992-es animében ezzel szemben az amazonok sosem voltak és lesznek holdharcosok. Akárcsak az eredeti történetben, itt is Amazóniából jöttek. Egy napon megtalálták a dzsungelben a Nehelléniát fogságban tartó tükröt, aki alkut ajánlott nekik: ha segítenek neki, akkor varázsgömbök segítségével konzerválja az álmaikat, és eléri, hogy soha ne nőjenek fel (attól félnek ugyanis, hogy ha ez megtörténik, elveszítik az álmaikat). Valamennyi álmukat beleöntötték a gömbökbe, s támadáskor is ezeket használják. Feladatuk nekik is az, hogy az álmokban keressék Pegazust. Célpontjaik álomtükrét a gömbjeik segítségével szerzik meg. Emellett képesek egyéni támadásokra is. Gyerekességük mindennek ellenére megmarad, lusták, és jobban szeretnek inkább játszani és lustálkodni, mint dolgozni. Amikor Nehelléniának már nincs rájuk szüksége, elszívja erejüket. Ők ekkor megsemmisítik varázsgömbjeiket, feladva ezzel örökös gyereklétüket. A sorozat végén ők is megváltást nyernek, szabadon élhetnek tovább.

## CereCere
CereCere (セレセレ, a magyar szinkronban Flóra) a kvartett rózsaszín hajú tagja, négyük közül talán a leginkább érett. A cirkuszban trapézartistaként dolgozik, és mutatványai során mindig használ virágokat, amelyekkel képes hipnotizálni másokat. Rózsaszín alapszíne ellenére álomgömbje sárga. Az amazonok közt a leginkább nőies, bár néha kissé arisztokratikusan viselkedik. Az általa megidézett szörnyek mind növény-alapúak. A manga története alapján a jövőben ő lesz Sailor Ceres, Csibiusza egyik harcosa.
A japán változatban Amanó Juri volt a hangja, a magyar változatban pedig Simon Eszter.

## PallaPalla
PallaPalla (パラパラ, a magyar szinkronban Carla) kék hajú, a kvartett leggyerekesebben viselkedő tagja. Többnyire labda-alapú támadásai vannak. Szeret harmadik személyben beszélni saját magáról, és gyakran játszik játékokkal. Viselkedése ellenére ő a kvartett második legidősebb tagja. A mangában belőle lesz a jövőben Sailor Pallas, Csibiusza jövőbeli harcosa.
Az animében hasonlóan viselkedik, bár néha tanúbizonyságát adja intelligenciájának. A mágiát mesteri szinten űzi: a vuduhoz is ért. Az általa megidézett szörnyek mind két arccal rendelkeznek.
Az eredeti japán hangja Tojosima Macsikó, a magyar változatban Ősi Ildikó.

## JunJun
JunJun (ジュンジュン, a magyar szinkronban Mina) zöld hajú, a csapat kissé fiúsan viselkedő tagja. A cirkuszban akrobataként dolgozik, és lenyűgöző ügyességgel rendelkezik. Bőrszíne sötétebb a többiekénél, és a japán változatban kiejtése is férfiasabb, némi amerikai akcentussal. A mangában ő lesz a jövőben Sailor Juno, Csibiusza egyik harcosa.
Japán hangja Vatanabe Kumiko, a magyar pedig Fésűs Bea.

## VesVes
VesVes (ベスベス, a magyar szinkronban Prisca) vörös hajú, agresszív tagja a csapatnak. A cirkuszban ő az állatidomár, így megidézett szörnyei is többnyire állatok. JunJunhoz hasonlóan neki is karakteresen sötét bőre van. A négy amazon közül ő a legfiatalabb, és az animében ő szerepel a legtöbbet. A jövőben ő lesz Sailor Vesta, Csibiusza egyik harcosa.
VesVes gyakran felelőtlenül cselekszik, és meggondolatlan. A japán változatban hangja Hagimori Junko, a magyarban pedig Simonyi Piroska.